# 소프트랜딩 리눅스 시스템

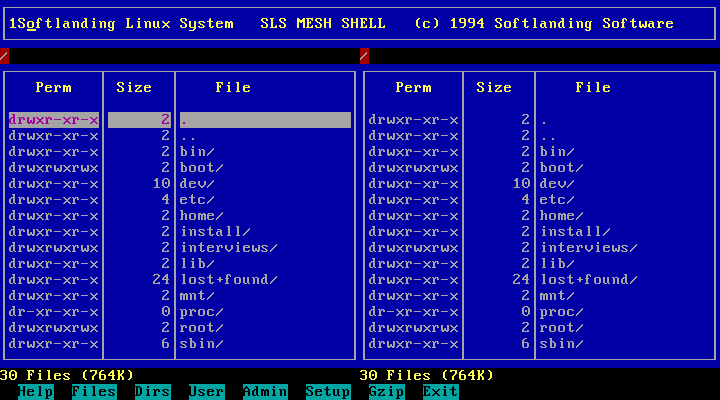
소프트랜딩 리눅스 시스템

소프트랜딩 리눅스 시스템(Softlanding Linux System, SLS)은 1992년 5월 피터 맥도널드에 의해 설립된 초기 리눅스 배포판이었다.
SLS는 TCP/IP와 X 윈도 시스템 등 기본적인 유틸리티와 더 많은 리눅스 커널을 포함하는 종합적 리눅스 배포판을 제공하기 위한 최초의 릴리스였다.

## 역사
SLS는 한 때 가장 유명한 리눅스 배포판이였으나 사용자들에 의해 버그투성이로 여겨졌다. 이것은 곧 Slackware(Patrick Volkerding의 SLS 정리로 시작되었다.) 와 Yggdrasil Linux에 의해 특히 대체되었다.
마찬가지로, SLS의 Ian Murdock의 좌절은 그를 데비안 프로젝트를 만드는 데 이끌었다.